# Shivling
Shivling és una muntanya dels cims del Grup Gangotri a l'Himàlaia Garhwal occidental, prop del morro de la glacera Gangotri. Situat a l'estat del nord de l'Índia Uttarakhand, 6 quilòmetres al sud del lloc sagrat hindú de Gomukh (la font del riu Bhagirathi). El seu nom es refereix al seu estatus com a símbol sagrat del déu Xiva. Els primers visitants europeus l'anomenaren "Matterhorn" degut a la seva similitud en l'aspecte del cim alpí. Encara que és un cim localment de poca altitud, és una impressionant muntanya de roca, el cim més sorprenent dels que es veuen des de Gomukh. La seva bellesa i la dificultat de l'escalada el fan un premi famós per a alpinistes.